# Howard J. McMurray
Howard Johnstone McMurray (* 3. März 1901 bei Mount Hope, Harvey County, Kansas; † 14. August 1961 in Albuquerque, New Mexico) war ein US-amerikanischer Politiker. Zwischen 1943 und 1945 vertrat er den Bundesstaat Wisconsin im US-Repräsentantenhaus.

## Werdegang
Howard McMurray besuchte die öffentlichen Schulen seiner Heimat, die Bera Academy in Kentucky und die High School in Madison. Danach studierte er bis 1936 an der dortigen University of Wisconsin–Madison. Bereits zuvor war er von 1923 bis 1928 in der Versicherungsbranche tätig, wo er Lebensversicherungen verkaufte. Von 1928 bis 1935 war er in der Geschäftsführung einiger Transportfluggesellschaften. Zwischen 1936 und 1942 lehrte McMurray an der University of Wisconsin das Fach Politische Wissenschaften.
Politisch wurde McMurray Mitglied der Demokratischen Partei. Bei den Kongresswahlen des Jahres 1942 wurde er im fünften Wahlbezirk von Wisconsin in das US-Repräsentantenhaus in Washington, D.C. gewählt, wo er am 3. Januar 1943 die Nachfolge des Republikaners Lewis D. Thill antrat. Da er im Jahr 1944 auf eine weitere Kandidatur verzichtete, konnte er bis zum 3. Januar 1945 nur eine Legislaturperiode im Kongress absolvieren. Diese war von den Ereignissen des Zweiten Weltkriegs geprägt.
In den Jahren 1944 und 1946 kandidierte McMurray jeweils erfolglos für den US-Senat. 1945 und 1946 hielt er wieder Vorlesungen im Fach Politische Wissenschaften an der University of Wisconsin. Zwischen 1947 und 1949 lehrte er dieses Fach am Occidental College in Los Angeles. Seit 1949 war er in gleicher Funktion an der University of New Mexico tätig. Dort arbeitete er bis zu seinem Tod am 14. August 1961.